# Golden retriever

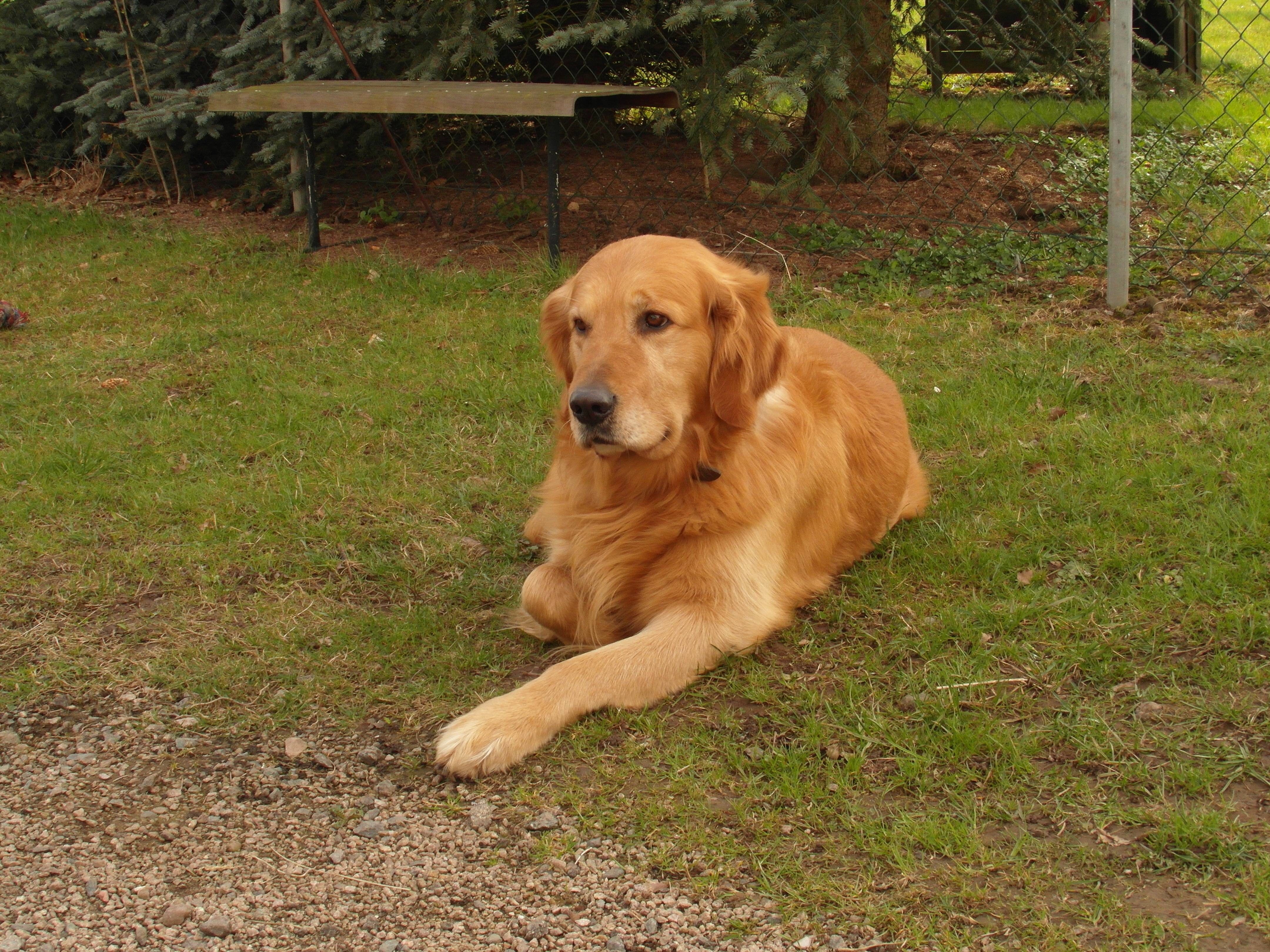
Esemplare adulto di Golden retriever

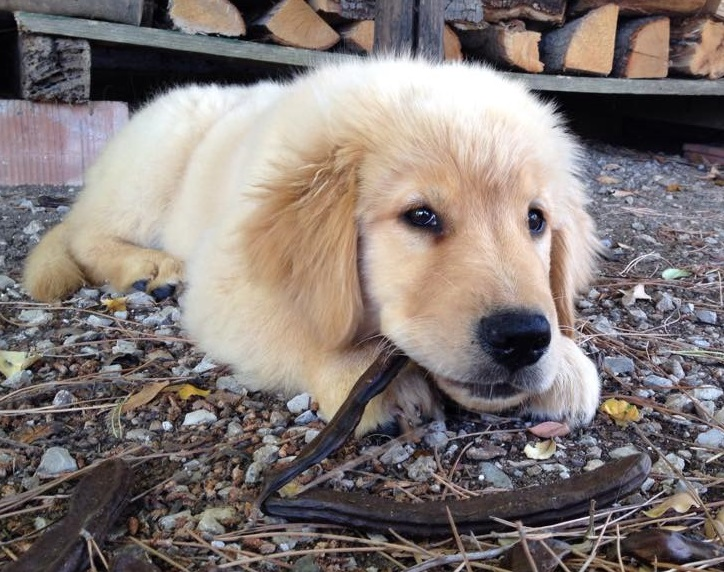
Cucciolo di Golden retriever

Il Golden retriever è un cane da riporto di taglia media-grande, a pelo lungo e idrorepellente, di origine scozzese.
Diffuso sia in Europa sia in Nord America, si differenzia in due tipi, inglese e americano(non canadese). A volte quest’ultimo viene ulteriormente suddiviso fra statunitense e canadese. La razza è classificata come unica ed è stata inserita in un registro ufficiale la prima volta nel 1903, in Inghilterra. Il suo codice FCI è 111 (28.10.2009), l'Ente nazionale cinofilia italiana (ENCI) lo classifica, secondo lo standard della Federazione cinofila internazionale, nel gruppo 8 sezione 1: Retriever (con prova di lavoro), quindi un cane da utilità (cane da caccia), che per natura e caratteristiche si trova a suo agio sia fuori sia dentro l'acqua.

## Caratteristiche
Il corpo è abbastanza muscoloso, le orecchie mediamente lunghe, gli occhi grandi, la coda lunga e coperta di pelo frangiato; il colore tipico del mantello è il crema/dorato. Sono cani di carattere mite, socievoli con l'uomo e con gli altri cani, estremamente docili e addestrabili, molto voraci. La loro sempre crescente e ben riuscita diffusione sta anche nel fatto che trovano altresì confortevole l'ambiente domestico. La loro indole infatti, seppur giocosa e fedele, sa anche essere pigra quanto basta per un appartamento. Il cane è inoltre abbastanza longevo e, se trattato bene, può superare i 15 anni d'età.

## Storia

### Contesto
Secondo la tradizione, si narra che la razza sia nata dagli incroci tra il Flat coated retriever e il Tweed water spaniel, sulle rive del Loch Ness, sotto direzione del barone di Tweedmouth che, attorno al 1858, volle unire le qualità del retriever a quelle dello spaniel ottenendo un cane elegante, robusto, con elevate attitudini da caccia e da riporto, per poi trasferirlo nel continente americano, prima negli Stati Uniti e successivamente, alle porte del Novecento, anche in Canada.
Oggi il Golden è un cane polivalente, adoperato con ottimi risultati dalle forze dell'ordine per la ricerca di esplosivi e stupefacenti, dalla Protezione Civile come unità da soccorso su macerie e su valanga, come cane guida per i non vedenti e soprattutto come cane da compagnia, benché preferisca essere circondato da un'intera famiglia piuttosto che persone solitarie. In questo campo sta riscuotendo molto successo, anche se in molti Paesi si preferisce ancora il simile Labrador; in Europa, specialmente in Italia, il numero di esemplari di Golden retriever è in forte aumento.

### Origine
Il Golden retriever ha le sue radici in Scozia. Alla metà del XVIII secolo la caccia alla selvaggina era molto popolare tra gli aristocratici. In un Paese come la Scozia e la Gran Bretagna in generale si era reso necessario un cane che potesse recuperare oggetti da acqua e da terra, poiché la terra era coperta di stagni e fiumi. I primi retriever furono incrociati con i migliori individui del Water Spaniel, dando origine al cane conosciuto oggi come Golden retriever. Il Golden retriever è stato allevato in Scozia a Guisachan, nei pressi di Glen Affric, la tenuta su un altopiano posseduta da Sir Dudley Marjoribanks e in seguito da Tweedmouth. Per molti anni ci fu polemica su quali razze furono effettivamente incrociate. Nel 1952 la pubblicazione di alcuni documenti sull'allevamento da parte di Marjoribanks dal 1835 al 1890 dissiparono il mito riguardante l'acquisto di un'intera troupe di cani da pastore russi da un circo in visita.
I miglioramenti nell'ambito delle armi nel corso dell'Ottocento fece sì che durante le battute di caccia moltissimi volatili, intimoriti, volassero lontano, oppure, se colpiti, cadessero al suolo in posti inaccessibili. Proprio per l'introduzione sempre più prepotente delle armi da fuoco, agli uomini fu necessario trovare una razza da riporto che evitasse di rendere ogni battuta di caccia inefficace o del tutto vana. Si pensò di addestrare alcuni tipi di setter, ma i risultati che si ottenevano lasciavano a desiderare, perciò si puntò su un allevamento specifico di una nuova razza canina capace di soddisfare queste esigenze.
L'incrocio originale era di un Labrador di colore giallo, Nous, con una femmina di Tweed Water Spaniel, Belle. Il Tweed Water Spaniel è una razza ormai estinta, ma allora era comune nel Paese di frontiera. Marjoribanks aveva acquistato Nous nel 1865 da una cucciolata non registrata di retriever cuccioli ondulate rivestite altrimenti di nero. Nel 1868 questo incrocio ha prodotto una cucciolata che comprendeva quattro cuccioli, i quali divennero subito la base di un programma di allevamento che includeva il setter irlandese e il Bloodhound color sabbia, cane da acqua di San Giovanni di Terranova. La linea di sangue è anche consanguinea e selezionato per l'esattezza a un'idea Marjoribanks del cane ultima caccia. La sua visione includeva un cane più vigoroso e potente dei retriever precedenti, uno che avrebbe potuto ancora essere dolce e addestrabile, ma anche amato dai bambini. Cani da pastore russi non sono menzionati in tali registri, né lo sono altre razze di cane da lavoro. L'ascendenza del Golden retriever riguarda tutti i cani sportivi, in linea con gli obiettivi Marjoribanks. Il Golden retriever è stato attivo e potente e aveva una predisposizione per il recupero dei giocattoli o degli animali abbattuti durante la caccia.
Numerose organizzazioni, oltre che diverse squadre specializzate, si sono dedicate ai Golden retriever.

### Diffusione: in Europa e nord America

#### Inghilterra
In Inghilterra i primi cani Golden retriever furono accettati per la registrazione ufficiale soltanto nel 1903 con il nome inglese di Flat Coats ("pelo piatto") o semplicemente Golden ("dorati"). Furono esibiti in pubblico per la prima volta nel 1908, ma il nome attuale fu loro attribuito soltanto tre anni dopo, nel 1911, con le varianti: Golden retriever e Yellow retriever.

#### Stati Uniti
Negli Stati Uniti i Golden retriever furono riconosciuti soltanto nel 1925 dall'American Kennel Club e le prime associazioni dedicate a questa razza si diffusero a partire dal 1938.

#### Canada
L'onorevole Marjoribanks portò un Golden retriever in Canada nel 1881, mentre la registrò con il nome di "Lady" nel 1894 presso l'American Kennel Club. Questi sono i primi registri di una razza Golden nel Nord America. Nel 1927 venne fondato il Golden Retriever Club of Ontario.

#### Scozia
Nel luglio del 2006 il Golden Retriever Club di Scozia organizzò un evento dedicato a questa razza canina, radunando nel loro "luogo d'origine" 188 esemplari. Una fotografia, scattata da un certo Lynn Kipps, si è aggiudicata il Guinness dei primati per il maggior numero di Golden retriever in una sola foto.

## Aspetto

### Tipo britannico

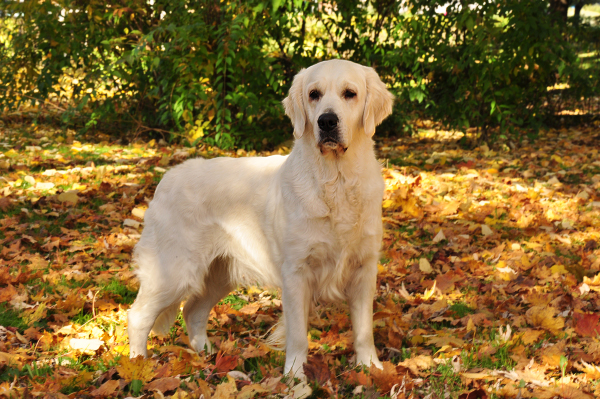
Il tipo britannico

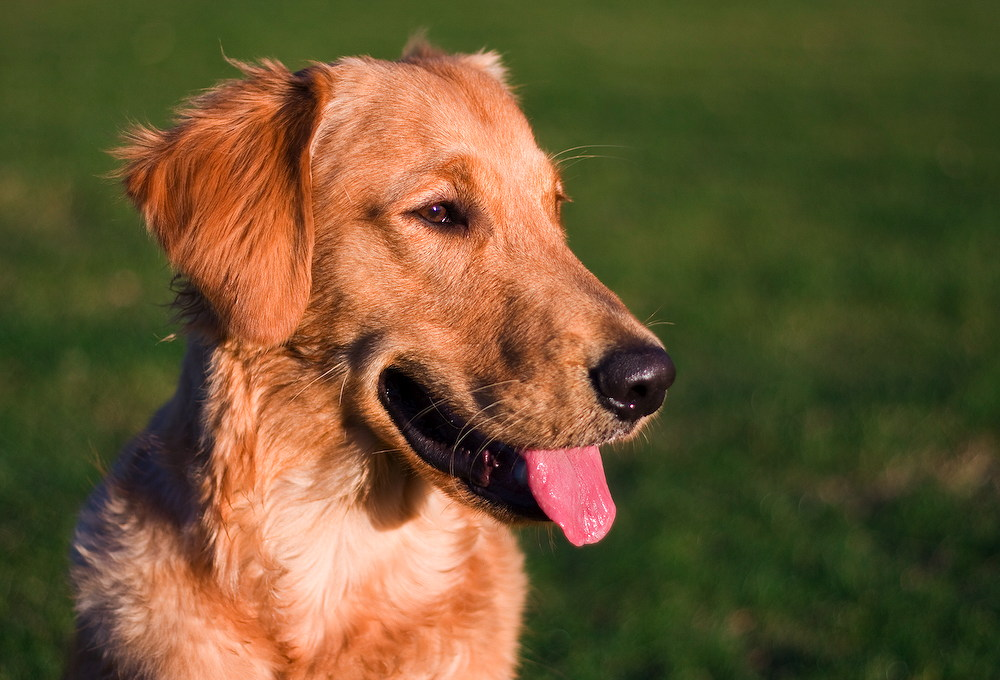
Golden retriever rosso

Esistono alcune differenze tra il tipo britannico di Golden retriever prevalenti in tutta Europa e in Australia e quelle di linee statunitensi; queste differenze si riflettono nello standard di razza. Il muso del cane di tipo britannico è più largo e corto, la sua fronte è più schiacciata. Ha le gambe più corte, con una cassa toracica leggermente più profonda, accompagnata da una coda dalle dimensioni minori rispetto a quello statunitense. Le sue caratteristiche e l'ambiente in cui vive lo rendono generalmente più pesante del tipo statunitense. I maschi tendono ad avere dimensioni comprese tra 56 e 61 cm e le femmine leggermente più brevi a 51–56 cm. Il loro peso, tuttavia, non è specificato nello standard britannico. Gli occhi del tipo europeo sono noti per la loro rotondità e il buio in contrasto con la composizione triangolare o inclinata dei loro omologhi statunitensi. Un Golden retriever di allevamento britannico può avere un colore del mantello di qualsiasi tonalità di oro o crema; a ogni modo, esistono varianti di rosso o tendenti al marrone, ma non sono riconosciute come alternative della razza pura. In origine il color crema non era un colore accettabile sulla base dello standard nel Regno Unito, ma dal 1936 lo standard è stato rivisto per includere tale tonalità insieme con altri mix di colori. Si è ritenuto che tale esclusione fosse stata un errore, visto che l'originale retriever era tendenzialmente giallo e nel XIX secolo erano di colore più chiari rispetto allo standard attuale consentito. Come per le linee statunitensi, il bianco è un colore inaccettabile. La norma KC inglese è utilizzata in tutti i Paesi, con l'eccezione di Stati Uniti e Canada, dove vale lo standard AKC. Alcuni allevatori di questo tipo negli Stati Uniti possono importare i loro cani per migliorare il temperamento e la salute notato in quelle linee di sangue. I Golden retriever hanno corpi muscolosi con grande resistenza, capacità dovute alla spiccata abilità per la caccia.

### Tipo americano

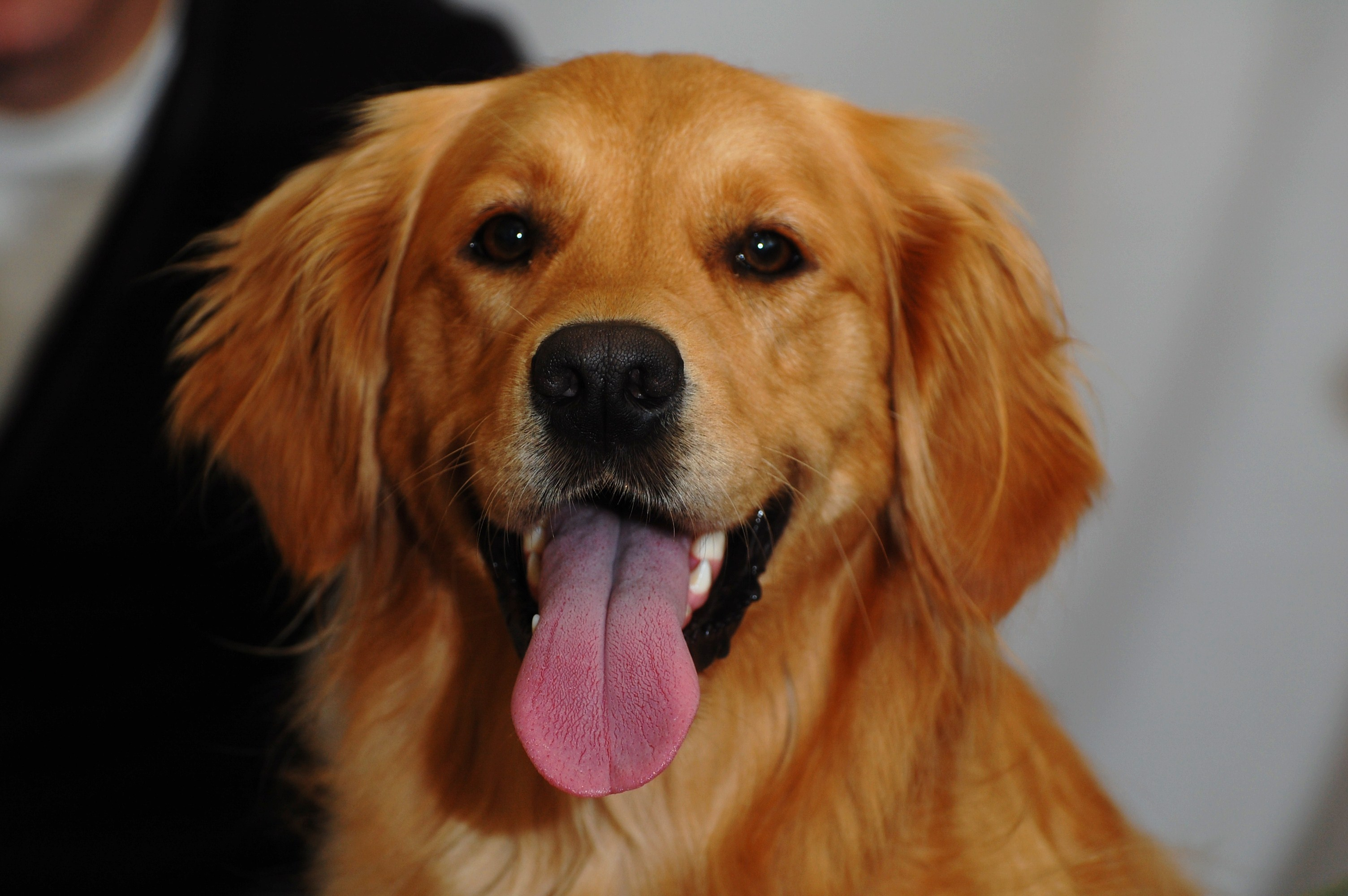
Golden retriever americano

Un Golden retriever di origine statunitense è più allampanato e meno robusto del suo corrispondente britannico. Un maschio dovrebbe avere 56–61 cm di altezza al garrese mentre le femmine dovrebbero innalzarsi tra i 51–56 cm. Il pelo è denso e idrorepellente, in varie tonalità di oro brillante, con frange moderate. L'andatura deve essere libera, liscia, potente e ben coordinata.

### Tipo canadese

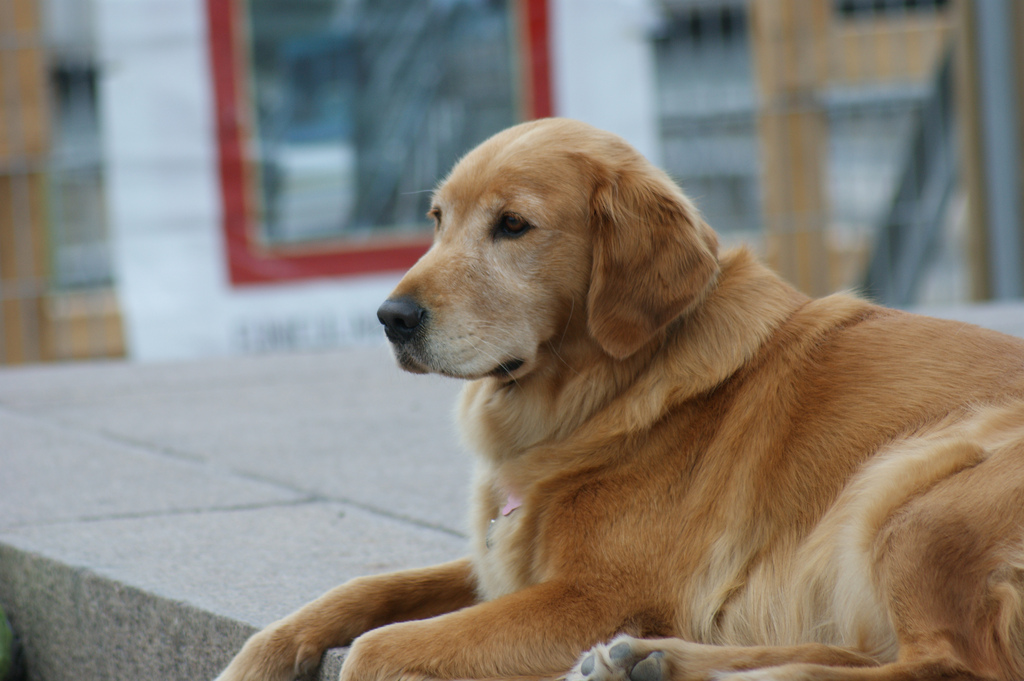
Golden retriever canadese

Abbastanza simili al tipo detto sopra, i Golden retriever canadesi sono spesso più alti e magri rispetto ai loro omologhi britannici, ma differiscono nella densità e nel colore del loro pelo, comunemente più sottile e più scuro di quello dei cani statunitensi.

### Manto
Come sottolineato dal loro nome, il manto di questa razza canina può variare dall'oro acceso fino a tonalità più scure e ambrate. Alcune eccezioni tendono al marrone e al rosso, ma si tratta di casi isolati e non riconosciuti in veste ufficiale dallo standard britannico. Il pelo del manto è differente:
- i peli più visibili sono resistenti all'acqua e leggermente ondulati, ma cadono a ciuffi durante il periodo invernale;
- il sottopelo è morbido e mantiene il retriever fresco d'estate e caldo d'inverno, ma si riduce notevolmente in autunno mentre in primavera e, sebbene continui a diradarsi, è comunque più visibile dopo il periodo invernale.[15]

Il manto di un Golden non deve essere troppo lungo, sia per non causare fastidi inutili all'animale sia perché ciò potrebbe sfavorire l'efficienza del cane, per esempio affaticandolo nel recuperare un gioco.

#### Colori

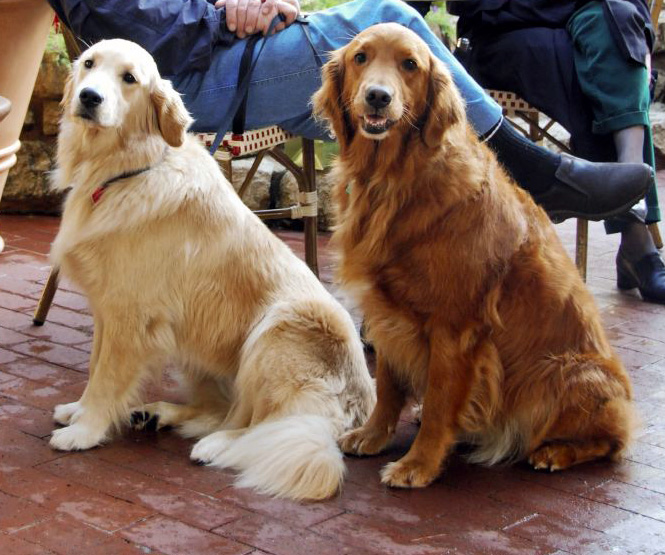
Golden retriever di diversi colori

L'American Kennel Club (AKC) standard prevede che il manto sia di "un ricco, brillante oro di varie tonalità", non consentendo manti estremamente chiari o molto scuri. In questo modo ogni eventuale tonalità anche di poco fuori dalle regole resta a discrezione del giudice, nel momento in cui il cane si trovi in una competizione o esposizione. Pertanto il bianco e il rosso sono colori inaccettabili, così come il nero.
Il Kennel Club (UK) accetta anche il color crema per il mantello. I giudici possono anche non accettare Golden con il naso rosa. Il manto può anche essere di un colore mogano, denominato red ("rosso"), anche se questo non è accettato nelle competizioni.
Durante la crescita il manto di un Golden può diventare più scuro o più chiaro, insieme con un notevole sbiancamento della pelliccia sul capo e sul muso. Il manto dei cuccioli di solito è più leggero e soffice del cane adulto, ma se ha una colorazione più scura sulle orecchie o sulla coda può essere indice che il cane assumerà proprio quel colore una volta terminato lo sviluppo.

## Temperamento

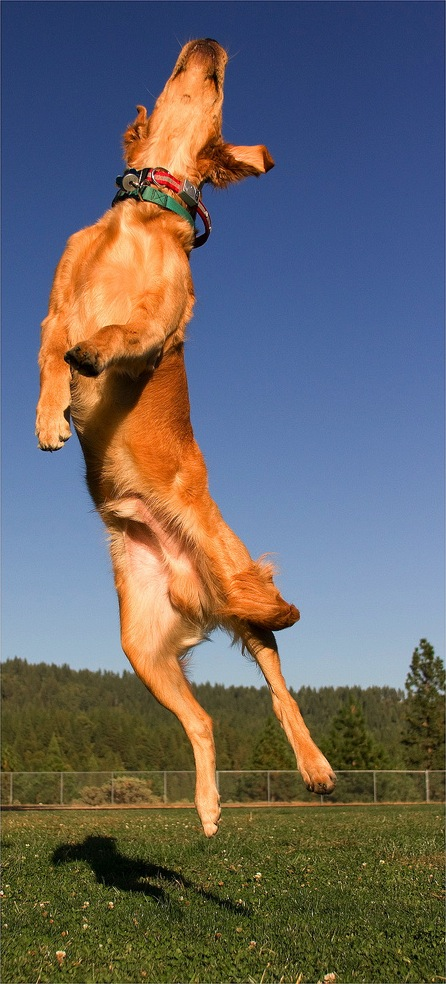
Un giovane Golden retriever

Il temperamento del Golden retriever è un tratto distintivo della razza ed è descritto nella norma come "gentile, amichevole e sicuro di sé". I Golden retriever sono buoni animali domestici in famiglia, in particolare grazie alla loro pazienza e giocosità con i bambini. Non sono cani legati esclusivamente a una sola persona e sono generalmente altrettanto amabili sia con gli sconosciuti sia con i volti familiari. La loro disposizione affidabile e gentile li rende cani poco adatti alla guardia. Ogni forma di aggressione non provocata o di ostilità nei confronti sia della gente, di cani o di altri animali, nel ring o all'interno di una comunità, è considerata inaccettabile in un Golden retriever e non è in linea con la personalità della razza. Un Golden retriever non deve essere eccessivamente timido o nervoso. Il tipico Golden retriever è calmo, docile per natura, con un entusiasmo eccezionale. I Golden sono anche noti per la loro intelligenza. Secondo quanto scritto nell'opera The Intelligence of Dogs, scritta da Stanley Coren, i Golden sono al quarto posto dopo il Border Collie, Barbone e il pastore tedesco come cani più brillanti ordinati per obbedienza-comando-addestramento.
I tipici Golden retriever sono animali attivi e amanti del divertimento con il contegno eccezionalmente paziente proprio di un cane allevato per sedersi tranquillamente per ore durante una magra caccia. Quelli adulti amano lavorare e hanno una forte capacità di concentrarsi su un determinato compito. Essi sono disposti a lavorare fino a crollare, se necessario, per cui si deve prestare attenzione per evitare di sovraccaricarli con una mole di obiettivi. Altre caratteristiche sono le proporzioni che consentono loro di arrampicarsi su e saltare fuori da una barca e un amore smodato per l'acqua, non sempre riscontrabile in tutte le razze canine. I Golden retriever sono estremamente addestrabili, vista la loro intelligenza, prestazione fisica e il desiderio di compiacere i loro proprietari. Sono anche molto competitivi in agilità e altri eventi di esibizione. Non è normalmente necessario imporre con la forza una particolare azione al cane, poiché agirà a nostro comando solo con un'educazione ottimista e docile.
I Golden retriever vanno d'accordo con altri cani, gatti e la maggior parte del bestiame. Sono particolarmente apprezzati per il loro alto livello di socialità verso le persone, la calma e la volontà di imparare. Si sa persino che in alcuni casi sono diventati eccellenti madri surrogate a specie diverse.

## Salute
La vita media di un Golden retriever si aggira fra gli 11 e i 15 anni ma, se trattato bene, e se si ha la fortuna di evitare i frequenti tumori che colpiscono particolarmente la razza, può arrivare ai 15. Purtroppo i Retriever sono suscettibili a particolari disturbi o malattie specifiche per la razza, spesso problemi di salute debilitanti. Un allevatore responsabile deve saper ridurre al minimo i fattori di rischio di una certa malattia e deve prendere tutte le opportune precauzioni per evitare un possibile contagio di altri individui, una dilatazione in generale del problema o la trasmissione ereditaria, valutabile con visite dal veterinario durante i controlli generici annuali. Spesso nei Golden si riscontrano delle malattie recidive o genetiche come la displasia dell'anca, molto comune, spesso ignorata e perciò facilmente ereditabile. L'obesità è un altro problema di salute comune nella razza dei Golden Retriever perché amano mangiare.

## Le esposizioni
Il Golden retriever, oltre a essere un eccellente cacciatore, è anche apprezzato per l'aspetto, come dimostrato dal gran numero di soggetti presenti alle varie esposizioni organizzate dall'ENCI lungo tutta la penisola italiana: vi sono, dunque, numerosi campioni.